# Азиј
Азиј (фр. Azille) насеље је и општина у јужној Француској у региону Лангдок-Русијон, у департману Од која припада префектури Каркасон.
По подацима из 2011. године у општини је живело 1196 становника, а густина насељености је износила 51,26 становника/km². Општина се простире на површини од 23,33 km². Налази се на средњој надморској висини од 84 метара (максималној 120 m, а минималној 39 m).

## Демографија
| 1962. | 1968. | 1975. | 1982. | 1990. | 1999. | 2011. |
| ----- | ----- | ----- | ----- | ----- | ----- | ----- |
| 1.387 | 1.441 | 1.205 | 1.195 | 1.052 | 1.056 | 1.196 |

График промене броја становника у току последњих година